# تانه
تانه (به انگلیسی: Thane) در شمال شرقی بمبئی در ایالت مهاراشترا در کشور هند واقع شده‌است. تانه با جمعیت ۱٬۲۶۱٬۵۱۷ نفر در سرشماری سال ۲۰۱۱ و مساحتی برابر ۱۴۷ کیلومتر مربع و ۷ متر ارتفاع ا سطح دریا بخشی از کلان‌شهر بمبئی (مومبای) است.